# Glycosmis dinhensis
Glycosmis dinhensis là một loài thực vật có hoa trong họ Cửu lý hương. Loài này được Pierre ex Guillaumin mô tả khoa học đầu tiên năm 1910.